# 소피아 (지혜)
소피아, 소피아(그리스어: Σοφια, 라틴어: Sophia) 또는 예지(叡智)는 지혜의 상징이다. 영지주의나 유대교 등에서는 아이온의 이름으로, 이 세상의 기원에서 중요한 역할을 가진다. 인간의 구제에서의 원형 상징이라고도 볼 수 있다. 소피아는 또 고대 헬레니즘 세계에서 지혜를 상징하는 여신이라고도 생각되었다.
기독교에서의 소피아는 신의 지혜를 나타내고 있다. 일본의 문헌으로는 빨리와도 16세기 말부터 상지 (上智)라는 역어가 이용된다. 후세에는 지혜, 예지라고도 번역되어 일본 정교회에서는 예지 (睿智)로 번역된다.

## 영지주의
영지주의의 발렌티누스파 등의 '소피아 신화'에서는 플레로마로의 최저다음 아이온에서, 그녀의 욕망에 의해서, 이 세상이 만들어졌다.
인간의 '심혼' (영혼을 나타내는 영지주의 용어)의 상징이기도 해, 소피아의 낙하와 구제는 인간의 심혼의 지상에의 실추와 구제의 가능성의 신화 원형이 되고 있다.
회화 등에서는 몸을 대지에 대해서 활 모양으로 해, 소의 머리를 한 여성으로 그려지는 것이 많다.

## 기독교
기독교의 교부들은 고린도전서 등에서 예수 그리스도를 "하나님의 지혜" 로 일컬었다.
예수 그리스도의 십자가 (스타우로스)로의 수난은 기독교의 복음서기자가 적고 있지만, 기독교가 이 신화 요소를 차용했는지, 또는 독자적인 출처으로부터 이야기를 채용했는지, 예수의 수난도, 상지의 낙하와 구제 사건 속의 요소로서 그려져 있다.
이 경우, 예수는 아이온이며, 그러므로 육체를 가지지 않기 때문에, 수난하지 않았다는 설도 있어, 이는 가현론 (드케티즘)에 통한다.
콘스탄티누스 1세는 예수 그리스도에 교회를 봉헌하는 의미로 교회 명칭을 아야 소피아로 하였다.

## 상징주의
원래 그리스어로는, 지혜라는 의미의 명사이며, 그리스 신화에서는 신격화되어 있지 않았지만, 헬레니즘 시대 이후, 영지주의와도 관련하고 신격화가 진행된다. 그러나, 독자적인 여신으로서의 숭배는 희박하다.
지혜·예지의 중시, 혹은 숭배는 고대 그리스의 철학으로부터 있다. 지혜 (영어: sophia)는 여성 명사이므로, 의인화 해 파악되는 경향이 있었다. 기독교에서의 성모 마리아는 '신의 어머니 (테오트코스)'의 칭호를 갖추고 있었지만, 소피아의 지혜의 여신으로서의 측면을 흡수하고, 고대의 소피아에 취해 대신했다.

## 같이 보기
- 아브라크사스
- 영지주의
- 플레이 로마
- 아이온
- 알 콘
- 소피아 신화
- 성모 마리아
- 아야 소피아
- 조치 대학